# Jarkovci
Jarkovci (cyr. Јарковци) – wieś w Serbii, w Wojwodinie, w okręgu sremskim, w gminie Inđija. W 2011 roku liczyła 593 mieszkańców.